# Our Fragile Intellect
"Our Fragile Intellect"  (Nosso Frágil Intelecto)  é um artigo de 2010-2013 do bioquímico americano Gerald Crabtree (descobridor em 1982 que um gene produzia mais de uma proteína) , publicado na revista Trends in Genetics . A tese de Crabtree argumenta que a inteligência humana atingiu o pico em algum momento há entre 2000 e 6000 anos, e está em declínio constante e drástico desde o advento da agricultura e da crescente urbanização. Os humanos modernos, de acordo com Crabtree, têm perdido suas habilidades intelectuais e emocionais devido ao acúmulo de mutações genéticas que não estão sendo selecionadas como antes em nosso passado de caçadores-coletores. Essa teoria às vezes é chamada de hipótese da idiocracia.

## Tese
Crabtree argumenta que os avanços na ciência moderna permitem que novas previsões sejam feitas sobre o passado e o futuro da humanidade , e podemos prever "que nossas habilidades intelectuais e emocionais são geneticamente surpreendentemente frágeis".  Sua pesquisa possui afinidade com os estudos em entropia genética de John C. Sanford. Estudos recentes de genes correlacionados com a inteligência humana no cromossomo X indicam que a atividade intelectual e emocional típica depende de 10% dos genes. Os genes dependentes de inteligência (ID) parecem estar amplamente distribuídos por todo o genoma, levando a uma cifra de 2.000 a 5.000 genes responsáveis por nossas habilidades cognitivas. Mutações deletérias nesses genes podem afetar o funcionamento intelectual e emocional normal em humanos. Pensa-se que apenas nas últimas 120 gerações (3000 anos), os humanos receberam diferentes taxas de mutações prejudiciais a estes genes, ou uma a cada 20-50 gerações.
Uma das citações do artigo "Our Fragile Intellect -Part I descreve que americanos sofreram mais entropia e acúmulo de defeitos e genes deleterios mutados que africanos da seguinte forma: 
"Para avaliar quantitativamente a distribuição das idades de mutação, nós sequenciamos  15.336 genes em 6.515 indivíduos de ascendência americana, africana e europeia ....de 1.146.401 mutações autossômicas variantes de nucleotídeo único (SNVS). Nós estimamos que cerca de 73% de todos os SNVs codificadores de proteínas e cerca de 86% de SNVs  deletérios surgiram nos últimos 5.000-10.000 anos. A idade média dos SNVs deletérios variou significativamente entre vias moleculares e genes de doenças continha uma proporção significativamente maior de SNVs deletérios que recentemente surgiram de outros genes. Além disso, os americanos europeus tiveram um excesso de variantes deletérias em genes essenciais e mendelianos de doença em comparação com os afro-americanos, de acordo com fraca seleção purificadora, devido à dispersão Out-of-Africa".
Vários contra-argumentos são apresentados. O efeito Flynn, por exemplo, mostra um aparente aumento no QI em todo o mundo desde 1930. Crabtree atribui o aumento do QI aos avanços nas medidas ambientais e de saúde pública, bem como à melhoria da educação e outros fatores como a propria popularização de testes . O efeito Flynn também mostra, argumenta Crabtree, não um aumento na inteligência, mas uma realização de testes mais inteligentes e diversos exemplos principalmente das artes (poesias, músicas, esculturas, arquiteturas) demonstram queda de inteligência.

## Tamanho do Cérebro
Muitos autores descrevem relação entre tamanho do cérebro e inteligência; e "Está claramente indicado que existe uma relação positiva entre o tamanho do cérebro e a inteligência."  O cérebro do Homo sapiens sapiens tem um tamanho médio de 1 400 cm³, já seu ancestral , o  homem de Neandertal,  possuía uma capacidade craniana com cerca de 1.600 cm³ e um cérebro capaz de acumular muitos conhecimentos.

## Recepção
Kevin Mitchell, professor associado do Smurfit Institute of Genetics no Trinity College Dublin, concorda que as mutações genéticas podem prejudicar o desenvolvimento do cérebro em humanos e diminuir a inteligência; novas mutações se tornariam aparentes nas novas gerações. No entanto, Mitchell critica Crabtree por não reconhecer o papel da seleção natural que acredita ter sido capaz de filtrar acúmulo de mutações deletérias quando alguns especialistas calculam  média de 100 mutações a cada geração sendo a maioria delas deletérias. Mitchell insistiu que a seleção natural "definitivamente tem a capacidade de eliminar novas mutações que prejudicam significativamente a capacidade intelectual", e mesmo não considerando o acúmulo, ainda atacou  o argumento de Crabtree como uma falácia conceitual e diz que Crabtree está "pensando nas coisas de maneira errada".
O biólogo Steve Jones, professor emérito de genética da University College London questionou a decisão do jornal de publicar o artigo, chamando o estudo de "um caso clássico de ciência da Faculdade de Artes. Esqueça a hipótese, dê-me os dados, e não há nenhum". Crabtree argumenta que está sintetizando dados já existentes e faz uma curta projeção matemática para o passado onde estima a probabilidade do número de novas mutações que vem ocorrendo  resultando em déficits cognitivos nas gerações futuras e explicando o aumento inclusive de doenças neurológicas.
O antropólogo Robin Dunbar, da Universidade de Oxford, argumenta contra a posição de Crabtree, que é mais baseada na perspectiva genética e de redes neurais, acúmulo de mutações,   de que o tamanho do cérebro era impulsionado pelo uso de ferramentas. Em vez disso, Dunbar argumenta que o ambiente social impulsiona a inteligência. “Na realidade, o que impulsionou a evolução do cérebro de humanos e primatas é a complexidade do nosso mundo social”, diz Dunbar. "Esse mundo complexo não irá embora. Fazer coisas como decidir quem ter como cônjuge ou a melhor maneira de criar seus filhos estará conosco para sempre."

## Tropo cultural
O escritor Andrew Brown especula que o artigo de Crabtree representa uma noção familiar e recorrente tanto na ficção quanto na biologia evolutiva. “A ideia de que o homem civilizado é uma variação degenerada e autodoméstica do tipo selvagem é em parte um tropo cultural, resultado das ansiedades da vida industrializada”, escreve Brown. A ideia, Brown observa, era popular na ficção do início do século XX de EM Forster ("The Machine Stops") e Jack London (The Scarlet Plague). Também pode ser encontrado no trabalho de biólogos como Ronald Fisher, que adotou conceitos semelhantes em The Genetics Theory of Natural Selection (1930). As partes mais importantes do livro de Fisher, escreve Brown, expõe o tema de que "a civilização é terrivelmente ameaçada pela maneira como as classes mais baixas superam a aristocracia". Brown encontra sentimentos relacionados expressos no trabalho de WD Hamilton, que acreditava que os "esforços da medicina moderna para salvar vidas" ameaçavam o genoma humano. 